# Acuerdo Japón-Corea de agosto de 1904
El Protocolo Japón-Corea de agosto de 1904 se hizo entre representantes del Imperio del Japón y el Imperio de Corea en 1904. Las negociaciones concluyeron el 22 de agosto de 1904.

## Disposiciones del tratado
Este tratado requería que Corea contratase asesores financieros y diplomáticos designados por Japón. Además, el tratado requería que Corea consultara con Japón antes de hacer tratados con potencias extranjeras y antes de otorgar concesiones o hacer contratos con extranjeros.
El tratado presumía que el Enviado Extraordinario y el ministro Plenipotenciario de Su Majestad el Emperador de Japón y el ministro de Estado de Asuntos Exteriores y Provisional de Su Majestad el Emperador de Corea fueran autorizados y facultados respectivamente para negociar y acordar el lenguaje específico del tratado bilateral propuesto:
- Artículo I

El Gobierno coreano contratará como asesor financiero del Gobierno coreano un tema japonés recomendado por el Gobierno japonés, y todos los asuntos relacionados con las finanzas se tratarán después de que se haya tomado su consejo.
- Artículo II

El Gobierno coreano contratará como asesor diplomático del Departamento de Asuntos Exteriores a un extranjero recomendado por el Gobierno japonés, y todos los asuntos importantes relacionados con las relaciones exteriores se tratarán después de que se haya tomado su consejo.
- Artículo III

El Gobierno coreano consultará al Gobierno japonés antes de celebrar Tratados o Convenios con potencias extranjeras, y al tratar otros asuntos diplomáticos importantes, como el otorgamiento de concesiones o contratos con extranjeros.
- Hayashi Gonsuke, Enviado extraordinario y ministro plenipotenciario (fechado: el día 22 del octavo mes del año 37 de Meiji)
- Yun Chi-ho, ministro de Estado en funciones para Asuntos Exteriores (fechado: el día 22 del octavo mes del octavo año de Gwangmu)

Una explicación ampliada del alcance y el propósito del Artículo III se mencionó en una carta de 1904 del Embajador de Japón en los Estados Unidos Takahira Kogorō al Secretario de Estado estadounidense John Hay:
"El artículo III no pretende obstaculizar el camino de la empresa legítima de extranjeros en la esfera del comercio y la industria, sino que se calcula como una precaución contra la conclusión de compromisos imprevistos y peligrosos que a menudo han demostrado en el pasado una fuente de complicaciones graves, como se demostró claramente en el caso del arrendamiento ruso de Yongampho".

## Rescisión

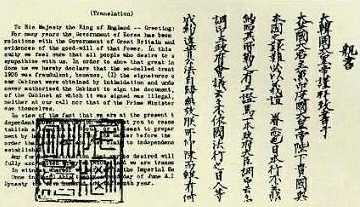
El análisis de Gojong del "tratado de 1905" es solo uno de los muchos esfuerzos para invalidar las consecuencias de un proceso coercitivo.

Este "supuesto tratado" se ideó en un proceso coercitivo; y los coreanos buscaron invalidar las consecuencias no deseadas presentando evidencia a la comunidad internacional. Por ejemplo,
- 1905: el emperador Gojong del Imperio coreano escribió personalmente a los jefes de Estado de aquellos países que tienen tratados con Corea; y el gobierno coreano presentó apelaciones formales y envió avisos formales por cable,[5] pero estos gestos diplomáticos no fueron válidos.
- 1907: En lo que a veces se llama el "asunto del emisario secreto de La Haya", los emisarios coreanos buscaron sin éxito buscar asistencia internacional en la Convención de La Haya de 1907 en La Haya, Países Bajos en 1907.[6]
- 1921: representantes coreanos intentaron obtener una audiencia en la Conferencia Naval de Washington de 1921; pero el esfuerzo fue ineficaz.[7]

Este tratado fue confirmado como "nulo y sin efecto" por el Tratado de Relaciones Básicas entre Japón y la República de Corea concluido en 1965. En 2010, Japón argumentó que el punto de referencia cronológico para "ya nulo y sin efecto" fue el 15 de agosto de 1948, cuando se estableció el gobierno de la República de Corea. Este punto de vista es disputado por el análisis coreano, que interpreta el tratado de 1965 como un reconocimiento de la anulación de todos los tratados y acuerdos japonés-coreanos desde 1904 en adelante.